# Mickūnai
Mickūnai (ryska: Мицкунай) är en ort i Litauen. Den ligger i den sydöstra delen av landet, 16 km öster om huvudstaden Vilnius. Mickūnai ligger 148 meter över havet och antalet invånare är 1 500.
Terrängen runt Mickūnai är platt. Runt Mickūnai är det ganska glesbefolkat, med 43 invånare per kvadratkilometer. Närmaste större samhälle är Vilnius, 16,3 km väster om Mickūnai. Omgivningarna runt Mickūnai är en mosaik av jordbruksmark och naturlig växtlighet.